# Norbert Matern
Norbert Matern (* 20. Juni 1934 in Braunsberg, Ermland) ist ein deutscher Rundfunkjournalist und Publizist.

## Leben
Norbert Matern wurde 1958 bei Max Braubach mit einer Arbeit über die politischen Wahlen in Hildesheim 1848 bis 1867 an der  Universität Bonn zum Dr. phil. promoviert. Von 1959 bis 1970 war er stellvertretender Leiter des Rundfunk- und Fernsehreferats im Presse- und Informationsamt der Bundesregierung. Von 1970 bis 1975 war er Erster Redakteur in der Chefredaktion der Deutschen Welle und leitete bis 1997 die Hauptabteilung Erziehung und Gesellschaft beim Bayerischen Rundfunk. 1975 trat Matern in den PresseClub München ein und wurde später stellvertretender, seit 1993 deren Vorsitzender. Er ist zudem als freier Publizist tätig.
Norbert Matern engagiert sich in verschiedenen Ehrenämtern zum Beispiel als Vorsitzender des Präsidiums des „Haus des Deutschen Ostens“ in München, einer nachgeordneten Behörde des Arbeits- und Sozialministeriums. 1996 wurde er von der Deutschen Bischofskonferenz zum Vorsitzenden des Katholischen Flüchtlingsrats in Deutschland berufen, 2006 wurde er in diesem Ehrenamt bis zum Jahre 2011 bestätigt. Von 1967 bis 1977 war er ehrenamtlicher Chefredakteur der Academia, der seit 1888 erscheinenden Verbandszeitschrift des Cartellverbandes der katholischen deutschen Studentenverbindungen; er ist seit 1954 Mitglied der AV Tuisconia (Königsberg, Bonn) zu Landshut im CV.
Der Geistliche und Hochschullehrer Gerhard Matern war sein Onkel.

## Auszeichnungen
- Kulturpreis der Landsmannschaft Ostpreußen (1988)
- Bundesverdienstkreuz am Bande
- Verdienstmedaille der Kreisgemeinschaft Braunsberg (2005)
- Bayerischer Verdienstorden (2007)
- Silvesterorden in der Ordensklasse „Ritter“ (2019)[2]

## Schriften
- Politische Wahlen in Hildesheim 1848 bis 1867. Hochschulschrift. Universität Bonn, Phil. Fakultät, Dissertation von 10. Dezember 1958, Bonn 1959. DNB 480011680
- Ostpreußen als die Bomben fielen. Königsberg, Allenstein, Braunsberg, Gumbinnen, Insterburg, Memel, Tilsit. Droste, Düsseldorf 1986 (= Fotografierte Zeitgeschichte), ISBN 3-7700-0674-7.
- mit Eva Berthold: München im Bombenkrieg. (= Fotografierte Zeitgeschichte). Droste, Düsseldorf 1985, ISBN 3-7700-0637-2 und weitere Ausgaben.
- Priester für die Welt. Bischof Walter Mixa im Gespräch mit Norbert Matern, Sankt Ulrich Verlag, Augsburg, 2. Aufl. 2005, ISBN 3-929246-43-0.